# ناتينا ريد
ناتينا ريد (بالإنجليزية: Natina Reed)‏ هي رابر ومغنية مؤلفة وممثلة أمريكية، ولدت في 28 أكتوبر 1980 بنيويورك في الولايات المتحدة، وتوفيت في 26 أكتوبر 2012 بدولوث في الولايات المتحدة بسبب حادث مرور.

## وصلات خارجية
- ناتينا ريد على موقع IMDb (الإنجليزية)
- ناتينا ريد على موقع ألو سيني (الفرنسية)
- ناتينا ريد على موقع ميوزك برينز (الإنجليزية)
- ناتينا ريد على موقع أول موفي (الإنجليزية)
- ناتينا ريد على موقع قاعدة بيانات الأفلام السويدية (السويدية)
- ناتينا ريد على موقع أول ميوزيك (الإنجليزية)
- ناتينا ريد على موقع ديسكوغز (الإنجليزية)
- ناتينا ريد على موقع قاعدة بيانات الفيلم (الإنجليزية)
- ناتينا ريد على موقع كينوبويسك (الروسية)